# Juliusz Ostoja-Zagórski
Juliusz Ostoja-Zagórski (ur. 1 stycznia 1878 w Szyszygórach, zm. 23 czerwca 1919 w Gdańsku) – major kawalerii Legionów Polskich.

## Życiorys
Urodził się w Szyszygórach pod Żytomierzem. Był synem Jana Zagórskiego (powstaniec styczniowy, wywieziony na Syberię, z której zbiegł do Francji) i Anny (dama dworu Romanowów, córka generała Kozłowa). Był starszym bratem Włodzimierza (ur. 1882), generała brygady Wojska Polskiego.
Został zawodowym oficerem cesarskiej i królewskiej Armii. Na podporucznika został mianowany ze starszeństwem z 1 września 1898 i wcielony do 12 węgierskiego pułku ułanów w Székesfehérvár (niem. Stuhlweißenburg). Na porucznika awansował ze starszeństwem z 1 listopada 1902. W latach 1902–1903 był adiutantem pułku.
Na skutek zwolnienia dyscyplinarnego z armii przebywał w Stanach Zjednoczonych pracując jako agent firmy żeglugi transoceanicznej Hamburg - America Line. Podczas I wojny światowej przybył na obszary polskie i w maju 1915 wstąpił do Legionów Polskich, jako „Juliusz Ostoja”. 24 czerwca 1915 w stopniu porucznika kawalerii został dowódcą 5 szwadronu kawalerii. We wrześniu 1915 awansowany do stopnia rotmistrza kawalerii. Po połączeniu z 17 października 1915 jednostek 5 i 6 szwadronu kawalerii w III dywizjon kawalerii (podporządkowany III Brygadzie Legionów Polskich), został jego dowódcą. Po połączeniu II i III Dywizjonu Kawalerii 8 grudnia 1915 w 2 pułk ułanów, został mianowany jego dowódcą Następnie był dowódcą 1 pułku ułanów od 1 stycznia 1916 do 25 września 1917. Z dniem 1 stycznia 1917 mianowany majorem kawalerii. Wskutek samowolnego oddalenia się ze stanowiska został zwolniony ze stanowiska.
W 1915 ożenił się z aktorką Haliną Bruczówną, która miała z nim walczyć na froncie.
Nie został przyjęty do Polskiej Siły Zbrojnej i Wojska Polskiego. Zginął tragicznie 23 czerwca 1919 w Gdańsku i tam został pochowany.

## Ordery i odznaczenia
- Krzyż Żelazny – Cesarstwo Niemieckie (1916)[13]
- Krzyż Zasługi Wojskowej III klasy z dekoracją wojenną i mieczami (1917)[14]
- Brązowy Medal Jubileuszowy Pamiątkowy dla Sił Zbrojnych i Żandarmerii[4]